# Sebastian Kautz

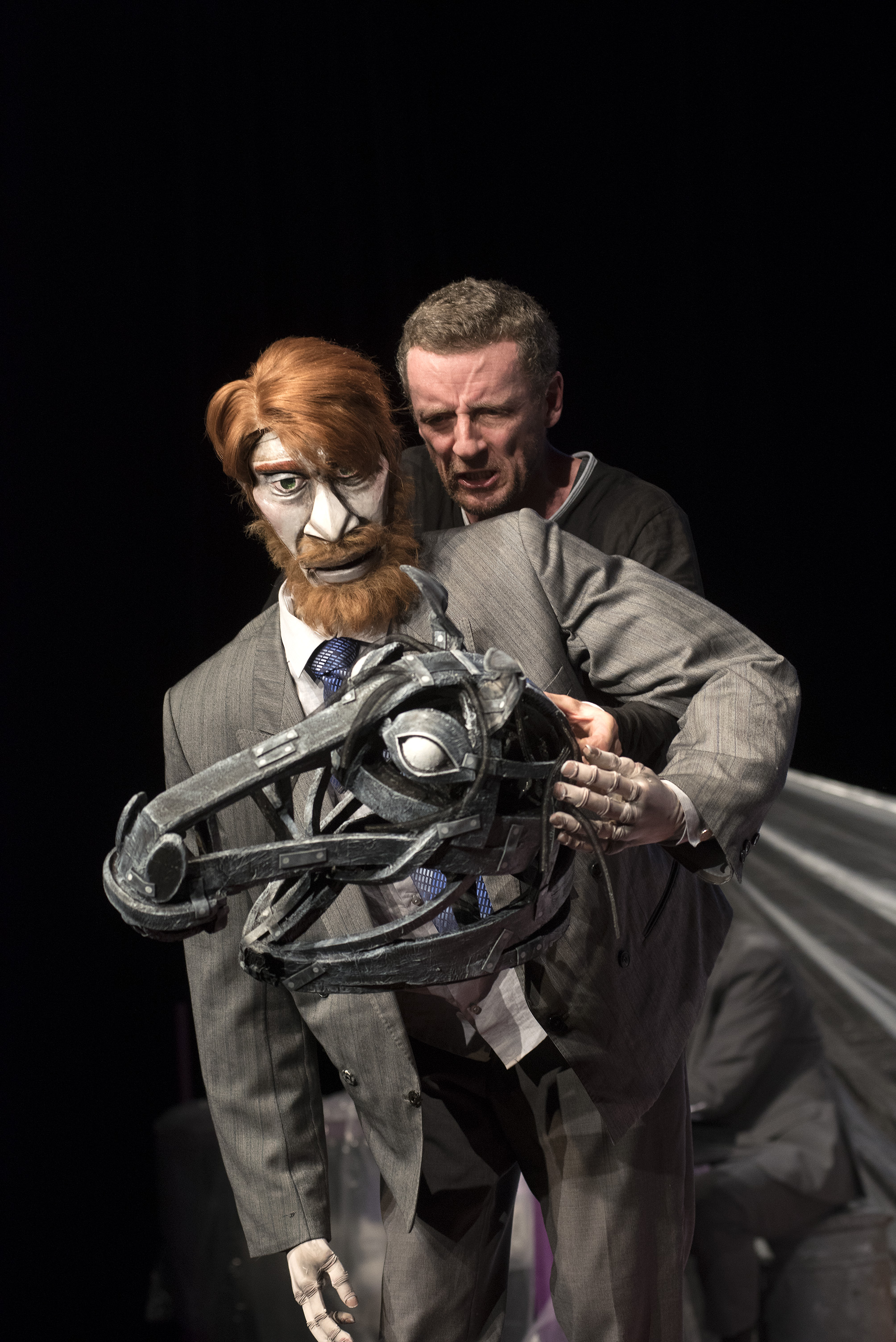
Sebastian Kautz als Figurenspieler in Michael Kohlhaas (2017)

Sebastian Kautz (* 1970 in Berlin) ist ein deutscher Schauspieler, Regisseur und Maskenspieler.

## Leben
Er studierte Schauspiel von 1990 bis 1994 an der Hochschule für Musik und Theater „Felix Mendelssohn Bartholdy“ Leipzig. Von 1993 bis 1994 arbeitete Sebastian Kautz als Radiomoderator bei Energy Sachsen (Nachtlinie und Kautz & Köster – Sachsens Radiotalkshow). Es folgten Theaterengagements: Schauspielhaus Leipzig, carrousel-Theater An der Parkaue Berlin, Renaissance-Theater, Schillertheaterwerkstatt, Volksbühne. Von 1997 bis 2005 war er Mitglied der bremer shakespeare company. Seit 2006 ist er freischaffend (unter anderem Familie Flöz, Berlin). Seit Mitte der 1990er Jahre arbeitet er auch für Film und Fernsehen. 2011 gründete Sebastian Kautz seine eigene Theater-Kompanie Bühne Cipolla, Figurentheater für Erwachsene mit Livemusik.

## Theater (Auswahl)

### Schauspieler
Rollenauswahl: Cassio (Othello), Romeo (Romeo und Julia), Edmund (König Lear), Astrow (Onkel Wanja), Flieger (Der kleine Prinz), Collin (Comedian Harmonists), Benedikt (Viel Lärm um nichts), David (Das Attentat), Morvan (Becketts Bruchstücke), Faust (Urfaust), Mercutio (Romeo und Julia), Timofej (Das dritte Rom), Jonny (Der Schneidbrenner), Gervasius (Fegefeuer in Ingolstadt), Wang (Der gute Mensch von Sezuan), Knorke (Sladek), Gena (Die Besessene).

### Regie
Sebastian Kautz inszenierte an der bremer shakespeare company Ein Sommernachtstraum, Coriolan, Julius Cäsar, Ende gut, alles gut, Komödie der Irrungen, Timon aus Athen, Der Bau, Williams WitwenRevue. 2012 inszenierte er Der Sturm! für die Shakespeare Company Berlin. 2015 schrieb und inszenierte er Dachhasenpolka am Theater Metronom.

### Maskentheater
- Teatro Delusio (Familie Flöz)
- Hotel Paradiso (Familie Flöz)
- Das Wintermärchen (bremer shakespeare company)

### Bühne Cipolla
- Mario und der Zauberer (2011)
- Weserwärts! Geschichten aus und über Bremen (2012)
- Bestie Mensch (2013)
- Schachnovelle (2015)
- Michael Kohlhaas (2017)
- Der Untergang des Hauses Usher (2018)
- Aufzeichnungen aus dem Kellerloch (2020)
- Picknick am Valentinstag (2022)
- Wie wenn Wasser mit Feuer sich mengt – Die Balladen von Friedrich Schiller (2022)

Dr. Fischer aus Genf oder Die Bomben-Party (2024)
Antigone (2024)

## Filmografie (Auswahl)
- 1987: Stielke, Heinz, fünfzehn…
- 2000: Bella Block – Abschied im Licht
- 2001: Tatort – Kalte Wut
- 2001:  Der Tunnel
- 2006: Tatort – Stille Tage
- 2006: Die Sturmflut
- 2012: Tatort – Ordnung im Lot
- 2014: Tatort – Alle meine Jungs
- Alarm für Cobra 11, Jenny Berlin, SK Kölsch, Zugriff, Anke.

## Auszeichnungen
- Schwerter Kleinkunstpreis 2010 (Hotel Paradiso, Familie Flöz)
- Jurypreis Festival Mostra Internacional de Teatro de Ribadavia, Spanien, 2008 (Hotel Paradiso, Familie Flöz);
- Publikums- und Jurypreis Festival d’Anjou 2008 (Teatro Delusio, Familie Flöz);
- Schwerter Kleinkunstpreis 2007 (Teatro Delusio, Familie Flöz);
- Sonderpreis der Inthega-Interessengemeinschaft der Städte mit Theatergastspielen e. V. Deutschland 2000 (bremer shakespeare company)
- Monica-Bleibtreu-Preis bei den Privattheatertagen, für Der Untergang des Hauses Usher (2019)[2]
- Publikumspreis Südtirol 2021/22, für Michael Kohlhaas
- Kleinkunstpreis Wilhelmshavener Knurrhahn 2022

## Belege
1. ↑  Sebastian Kautz bei castforward.de, abgerufen am 17. Januar 2022
2. ↑  Ein kleines aber großes Theaterwunder. buehnecipolla.de

| Personendaten    | Personendaten                                       |
| ---------------- | --------------------------------------------------- |
| NAME             | Kautz, Sebastian                                    |
| KURZBESCHREIBUNG | deutscher Schauspieler, Regisseur und Maskenspieler |
| GEBURTSDATUM     | 1970                                                |
| GEBURTSORT       | Berlin                                              |